# دايسوكي إيشيزو
دايسوكي إيشيزو (باليابانية: 石津 大介) (15 يناير 1990 في فوكوكا في اليابان – )؛ هو لاعب كرة قدم ياباني سابق كان يلعب كمهاجم.

## وصلات خارجية
- دايسوكي إيشيزو على موقع رابطة كرة القدم اليابانية للمحترفين (اليابانية)
- دايسوكي إيشيزو على موقع قاعدة بيانات كرة القدم.إي يو (الإنجليزية)
- دايسوكي إيشيزو على موقع Soccerway.com (الإنجليزية)
- دايسوكي إيشيزو على موقع عالم كرة القدم.نت (الإنجليزية)